# Paolo Puppa
Paolo Puppa (Venezia, 12 gennaio 1945) è un drammaturgo, scrittore e saggista italiano.

## Biografia
È stato direttore di dipartimento e dal 2001 è ordinario di storia del teatro e dello spettacolo all'Università di Venezia. Ha insegnato in università straniere, come a Londra, Los Angeles, Toronto, Middlebury, Budapest, Parigi, Lilles. È stato redattore della rivista "Biblioteca teatrale" e ha collaborato in qualità di critico alle riviste Hystrio, a Sipario, ad Ariel. È autore di numerosi saggi e testi teatrali (alcuni tradotti e rappresentati anche all'estero) e di libri di narrativa ed è curatore di scritti teatrali, mentre innumerevoli sono i suoi articoli su riviste come Prima fila, Passages, Sincronie, Biblioteca teatrale, Prove di Drammaturgia e altre.
Nel 1996 vinse il Premio Pirandello con la commedia La collina di Euridice, e 3 anni più tardi riceve il premio speciale della giuria al Premio Riccione per Zio mio.
Nel 2013 è stato co-editore di Differences on stage, per la Cambridge Scholars, di recente premiato col George Freedley Memorial Award, part of the Theatre Library Association Book Awards 2014.

## Opere

### Poesia
- Quattro poesie veneziane, in Incroci n. 17, 2008, (pp. 23–27)
- Fratello buio, in Cronache, gennaio 2009, (pp. 11–12)
- Ritratti e madeleines, in Passages n. 1, 2009 (pp. 161–184)

### Narrativa
- Saturno in Laguna, Corbo e Fiore, Venezia, 1986 (pp. 1–107)
- Venire a Venezia, CLUEB 2000 pg.105
- Forte come la morte, Adattamento e riduzione dal romanzo di Guy de Maupassant, in Kals'Art, Il Teatro narrato, progetto di F. Alessi, Palermo, 2005 (pp. 209–235)
- La marchesa von O. , Adattamento e riduzione dalla novella di Kleist, in Kals Art-Il teatro narrato. Il grande romanzo dell'800 e l'Alba del ‘900, progetto di F.Alessi, Palermo 2006, (pp. 94–116.)
- Montale-Le belle gambe di Dora, in Cronache, gennaio 2007, (pp. 11–12)
- Ca' Foscari dei dolori, Titivillius, Corrazzano (Pi), 2014 (prefazione di Gabriele Vacis)
- Lettere in scena, ItaloSvevo, Roma, 2023

### Saggistica
- Fantasmi contro giganti. Scena e immaginaria in Pirandello, Patron, Bologna, 1978 (2a ediz.1984), (pp. 11–245)
- Il teatro di Dario Fo. Dalla scena alla piazza, Marsilio, Venezia, 1978, (pp. 5–230)
- Scena e tribuna da Dreyfus a Pétain, in, EROI E MASSA, (a cura di)Patron, Bologna, 1979, (pp. 148–284)
- Il salotto di notte, Multimmagine, Torino, 1980, (pp. 1–105)
- La figlia di Ibsen. Lettura di Hedda Gabler, Patron, Bologna, 1982, (pp. 5–183)
- La morte in scena: Rosso di San Secondo, Guida, Napoli, 1986, (pp. 9–112)
- Dalle parti di Pirandello, Bulzoni, Roma 1987, (pp. 1–322)
- Itinerari della drammaturgia del Novecento, in Storia della letteratura italiana, a cura di E.Cecchi e N. Sapegno, Il Novecento,vol.II°, Garzanti, Milano 1987, (pp. 713–864)
- Teatro e Spettacolo nel secondo Novecento, Laterza, Bari-Roma 1990, (pp. 1–325). (2ª edizione ivi 1993, 3ª ed.,1998, 6° 2004, 8° 2011)
- Prefazione e note a Così è(se vi pare)/Il giuoco delle parti/Come tu mi vuoi, Garzanti, Milano 1993, pp. LVI-LXXII e pp. 3–242
- La parola alta. Sul teatro di L. Pirandello e G. D'Annunzio, Laterza, Bari-Roma 1993, (p. 1-191)
- Parola di scena. Teatro italiano tra '800 e '900, Bulzoni, Roma 1999, (pp. 15–331)
- Introduzione a C. Goldoni, La cameriera brillante, Marsilio, Venezia 2002, (pp. 9–78 e pp. 267–278)
- Cesco Baseggio, ritratto dell'attore da vecchio, Cierre, Verona 2003, (pp. 1–211)
- Il teatro dei testi. La drammaturgia italiana del Novecento, Utet, Torino 2003, (pp. 1-234)
- Angelica, psicomachia di un teatro esule, in L. Ferrero, Angelica, a cura di, Metauro, Pesaro 2004, (pp. 7-115)
- La scena di Brook, ovvero una breve eternità, Introduzione a Peter Brook, La porta aperta, Einaudi, Torino 2005, (pp. VII-XLII)
- A History of Italian Theatre, (coeditor with J. Farrell), Cambridge University Press 2006, Cambridge, (pp. 223–235, 293-323, 379-394)
- Italian Literary studies, two volumes, (coeditor with Gaetana Marrone and Luca Somigli), Routledge, New York 2007, (pp. 674–676, 1120-1122, 1246-1248, 1449-1462, 1793-1797, 1825-1826)
- Lingua e lingue nel teatro italiano, a cura di , Bulzoni, Roma 2007, (pp. 9–354)
- Voci e anime, Corpi e scritture. Atti del Convegno internazionale su Eleonora Duse (coeditor con M. I. Biggi), Bulzoni, Roma, 2009, (pp. 13-18 e pp. 279-301)
- La voce solitaria. Monologhi d'attore nella scena italiana tra vecchio e nuovo millennio, Bulzoni, Roma, 2010, (pp. 11-302)
- Racconti dal palcoscenico. Dal Rinascimento a Gadda, Liguori, Napoli, 2011, (pp.1-180)
- Differences on stage (coeditor with A. De Martino and P. Toninato), Cambridge Scholars, Cambridge, 2013, (pp. 1-12, pp. 68-76 e pp. 253-261)
- La Serenissima in scena. Da Goldoni a Paolini, ETS, Pisa, 2014
- La parola alta. Sul teatro di Pirandello e D'Annunzio, Cuepress, Imola, 2015
- Scene che non sono la mia, Titivillus, Pisa, 2019
- La recita interrotta, Bulzoni, Roma, 2021

## Riconoscimenti

### Letterari - Teatrali
- Saturno in laguna, Corbo e Fiore-Venezia 1987 vince l'anno dopo il premio Enna-Savarese opera prima.
- La collina di Euridice, vince il premio Pirandello 1996.
- Zio mio, vince il premio speciale della giuria al Premio Riccione1999
- Parole di Giuda, riceve il premio come autore dall’Associazione critici di teatro (da lui stesso recitato)
- Tim e Tom Premio Campiglia, 2008

### Scientifici
- Fantasmi contro giganti, Patron-Bologna 1978 ottiene il premio I.D.I. e il premio Pirandello nel 1980.
- Encyclopedia of the Italian Literature, Routdlege (come co-editor) riceve nel 2009 il premio internazionale Rubbettino.
- Differences on stage, per la Cambridge Scholars, è premiato (come co-editor) col George Freedley Memorial Award, part of the Theatre Library Association Book Awards 2014